# Kangerluarsuk Tulleq
 Der er for få eller ingen kildehenvisninger i denne artikel, hvilket er et problem. Du kan hjælpe ved at angive troværdige kilder til de påstande, som fremføres i artiklen.

Kangerluarsuk Tulleq (gammel stavemåde: Kangerdluarssuk Tugdleq) er en 28 km lang fjord i Qeqqata Kommune kommune i det vestlige Grønland. Fjorden har nogenlunde øst-vest orientering og munder ud i Davisstrædet i vest.

## Geografi
Fjordmundingen er placeret ved cirka 67°01′00″N 53°50′00″V / 67.01667°N 53.83333°V, 12 km nordvest for byen Sisimiut. I nordøst er fjorden afgrænset af det indtil 1448 m høje bjergmassiv Aqqutikitsoq. Mod nordvest udgør det bølgende terræn under det 801 m høje fjeld Akornata Qaqqaa endepunktet for en lang bjergkæde, der strækker sig fra Pingu bjerggruppen halvvejs mellem Davisstrædet og Grønlands indlandsis. Området flader betydeligt ud mod øst i området nord for Kangerlussuaq, på grund af et tryk fra indlandsisen i lange perioder i fortiden.
Der er ingen bebyggelse ved fjordens bred. Den nærmeste bosættelse er Sisimiut sydøst for det 544 m høje fjeld Palasip Qaqqaa (Præstefjeldet) .

## Turisme
Der er to brugshytter i ved fjorden nordvst for Sisimiut, som vedligeholdes af kommunen. De tjener som ly for vandrere på ruten Arctic Circle Trail fra Sisimiut til Kangerlussuaq, og til overnatning for turister, der er på hundeslædeture fra byen.